# Jokhang
De Jokhang, ook Tsuglhakhang, (Tibetaans: ཇོ་ཁང་; Wylie: Jo-khang; Chinees: 大昭寺; pinyin: Dàzhāosì) is de oudste boeddhistische tempel in Tibet. Het gebouw staat in de Barkhor-buurt van Lhasa. Het is waarschijnlijk de meest populaire toeristische attractie van Lhasa en staat vermeld op de Werelderfgoedlijst van de UNESCO.

## Beschrijving
De tempel heet in de Europese talen de Jokhang, maar feitelijk is dat alleen de naam voor de centrale kapel van het gebouw. In die kapel bevindt zich het meest vereerde voorwerp van het Tibetaans boeddhisme, de Jowo Shakyamuni, een standbeeld dat geacht wordt een afbeelding te zijn van Gautama Boeddha op de leeftijd van twaalf jaar. Jokhang betekent dan ook letterlijk Huis van de Jowo. (Een Jowo is meer in het algemeen een afbeelding van de historische Boedhha op jongere leeftijd.)

## Geschiedenis
De kapel werd gebouwd in de tijd van de Tibetaanse koning Songtsen Gampo (605 -650) als een van de twee tempels voor de Chinese prinses Wencheng en de Nepalese prinses Bhrikuti. Lhasa, land van de goden had daarvoor de naam Rasa, land van de geiten. De tempel heette dan ook de Rasa Tulnang Tsuklakang, letterlijk de wonderlijke verschijning op het land van de geiten. De tweede tempel was de Ramoche. Hedendaagse tibetologen dateren de bouw van deze tweede tempel overigens pas in de achtste eeuw.
Het verhaal over de herkomst van de Jowo Shakyamuni en de bouw van de tempel werd voor het eerst beschreven in het zogenaamde Pilaar-Testament (in de Engelse vakliteratuur meestal The Vase-shaped Pillar Testament genoemd). In de klassieke Tibetaanse geschiedschrijving is Songtsen Gampo zelf de auteur van dit geschrift. De koning zou het document als terma verborgen hebben, zodat dit later herontdekt zouden kunnen worden. In de Tibetaanse geschiedschrijving werd het in 1042 herontdekt door de grote Indiase leraar Atisha. Hij zou op aanwijzingen van een vrouw, die een reïncarnatie van Wencheng zou zijn het document ontdekt hebben, dat verstopt was in een van de pilaren van de tempel. Feitelijk dateert het document uit het eind van de elfde eeuw.
De tempel is al eeuwenlang een belangrijk boeddhistisch bedevaartcentrum en een van de belangrijkste bestemmingen voor pelgrims in Tibet. Het tempelcomplex is de afgelopen eeuwen sterk uitgebreid en beslaat een terrein van ongeveer 25.000 m². De tempel telt vier verdiepingen en de daken bestaan uit vergulde bronzen tegels. De architectuurstijl is een mengeling van Indische, Nepalese en Tang-dynastie stijlen. Op het dak staat het beroemde standbeeld met twee gouden herten aan weerszijden van een dharmawiel.
In 2000 werd de tempel door de UNESCO aan de werelderfgoedlijst toegevoegd als onderdeel van het historisch ensemble van het Potala-paleis, evenals een jaar later het Norbulingka-paleis.
De tempel staat sinds 1961 op de lijst van culturele erfgoederen in de Tibetaanse Autonome Regio.